# 연암천 (울산)
연암천(蓮岩川)은 울산광역시 북구 연암동의 연암소류지에서 발원하여 서류 효문동에서 남류하다가 진장동에서 태화강의 지류인 명촌천으로 흘러드는 강이다. 네이버 지도에서는 상면암천이라고 표기되어 있다. 2009년 4월 21일부터 이 강과 지방하천 20개, 중산천과 소하천 30개 등 모두 51개의 강에 대하여 세부정비계획을 수립한 뒤, 환경정비를 실시하였다.